# Biblioteca Mística Carmelitana

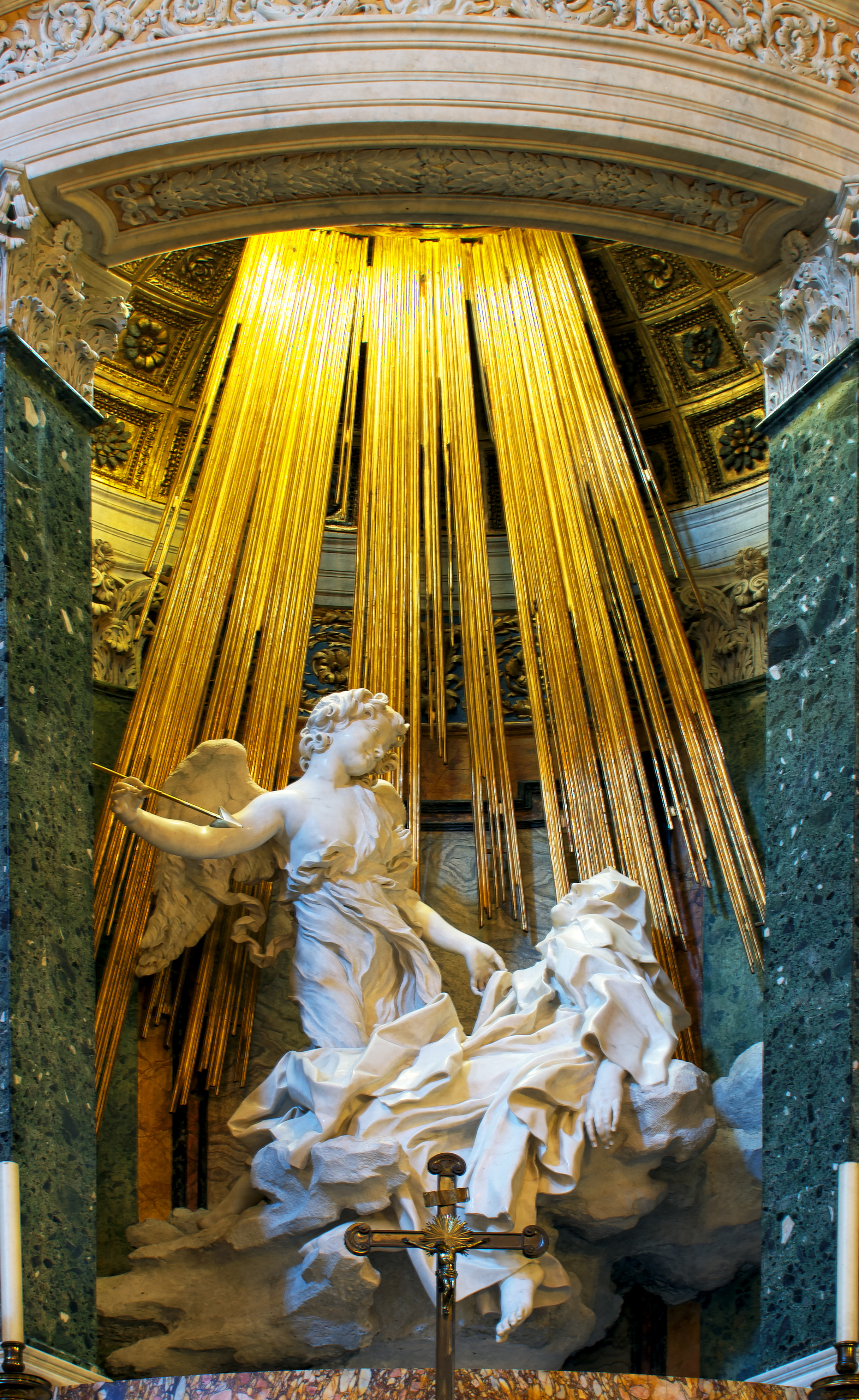
Transverberation der heiligen Teresa (Frontalskulptur von Giovanni Lorenzo Bernini)

Die Biblioteca Mística Carmelitana (Mystische Karmelitische Bibliothek) ist eine spanischsprachige Buchreihe mit Schriften von Karmelitinnen und Karmeliten zur Askese und zur Mystik und ein Grundlagenwerk für die theologische und philologische Forschung zu diesem Schrifttum. Sie umfasst bisher insgesamt 36 Bände (Stand 2022).

## Die Edition und ihre Geschichte
Die spanischen Heiligen Teresa von Avila (Santa Teresa de Jesús, 1515–1582) und Johannes vom Kreuz (San Juan de la Cruz, 1542–1591) bildeten mit dem Teresianischen Karmel einen Reformzweig der Karmeliten. Eine erste kritische Edition ihrer Schriften gab P. Silverio de Santa Teresa (1878–1954) von 1915 bis 1935 heraus.
P. Silverio de Santa Teresa begann zudem, die Schriften der ersten Schülerinnen und Schüler der hl. Teresa von Ávila und des hl. Johannes vom Kreuz sowie Akten zu den Prozessen der Seligsprechungen und Heiligsprechungen der hl. Teresa von Ávila und des hl. Johannes vom Kreuz herauszugeben.
Nach einer fast drei Jahrzehnte langen Unterbrechung wird die Biblioteca Mística Carmelitana seit 1963 fortgesetzt. Sie erschien und erscheint im ordenseigenen Verlag El Monte Carmelo in Burgos.
Die Biblioteca Mística Carmelitana ist nicht zu verwechseln mit der deutschsprachigen Karmelitischen Bibliothek, besorgt und herausgegeben von der Theologischen Fakultät OCD, die sich um die Herausgabe der Prozesse der Seligsprechung und Heiligsprechung der heiligen Theresia vom Kinde Jesus und vom Heiligen Antlitz verdient gemacht hat. 

## Übersicht über die Reihen und Bände

### Schriften der hl. Teresa von Ávila
- Bd. 1: Preliminares y Libro de la Vida. 1915 (Digitalisat)
- Bd. 2: Relaciones Espirituales. 1915 (Digitalisat)
- Bd. 3: Camino de Perfección. 1916 (Digitalisat)
- Bd. 4: Moradas, conceptos, exclamaciones. 1917 (Digitalisat)
- Bd. 5: Fundaciones. 1919 (Digitalisat)
- Bd. 6: Constituciones / Modo de visitar los conventos / Avisos. Desafío Espiritual / Vejamen. Pensamientos y Poesías. 1919 (Digitalisat)
- Bd. 7: Epistolario 1. 1922 (Digitalisat)
- Bd. 8: Epistolario 2. 1923 (Digitalisat)
- Bd. 9: Epistolario 3. 1924 (Digitalisat)

### Schriften des hl. Johannes vom Kreuz
- Bd. 1: Preliminares. 1929 (Digitalisat)
- Bd. 2: Subida y Noche Oscura. 1929 (Digitalisat)
- Bd. 3: Cántico Espiritual. 1930 (Digitalisat)
- Bd. 4: Llama de Amor Viva / Cautleas. Avisos. Cartas y Poesías. 1931 (Digitalisat)
- Cántico espiritual. Segunda redacción (CB). Herausgegeben von Eulogio Pacho. 1998.
- Llama de amor viva. Primera redacción (LIA). Herausgegeben von Eulogio Pacho. 2014.

### Schriften ihrer Schülerinnen und Schüler
- P. Jerónimo Gracián de la Madre de Dios: Dilucidario. Mística teología / Oración mental. Vida del Alma / Modo de proceder en la oración. 1932 (Digitalisat)
- P. Jerónimo Gracián: Lámpara encendida. Conceptos / Josefina y otros escritos. 1933 (Digitalisat)
- P. Jerónimo Gracián: Propagación de la Fe / Peregrinación de Anastasio / Epistolario y otros escritos. 1933 (Digitalisat)
- Cartas de la M. Isabel de los Angeles, O.C.D. 1565–1644. Herausgegeben von Pierre Serouet de la Croix. 1963.
- Relación de la vida de la venerable Catalina de Cristo. Herausgegeben von Pedro Rodríguez und Ildefonso Adeva Martín. 1995.
- Ana de Jesús: Escritos y documentos. 1996.
- Inocencio de San Andrés: Teología mística y espejo de la vida eterna. Herausgegeben von Eulogio Pacho. 2003.
- José Antonio de San Alberto: Obras completas. Herausgegeben von Purificación Gato Castaño. Zwei Bände. 2003.
- Procesos de beatificación y canonización de la beata Ana de San Bartolomé. Testimonios selectos (1630–1640). 2010.

### Akten zur Seligsprechung und zur Heiligsprechung
- Santa Teresa de Jesús: Procesos de Beatificación y Canonización
  - Bd. 1. 1935 (Digitalisat)
  - Bd. 2. 1935 (Digitalisat)
  - Bd. 3. 1935 (Digitalisat)
  - Julen Urkiza: Procesos de beatificación y canonización de la Madre Teresa de Jesús. 2015.
- San Juan de la Cruz: Procesos de Beatificación y Canonización
  - Bd. 1: Informaciones para la beatificación, Proceso ordinario, Proceso apostolico. 1931 (Digitalisat)
  - Bd. 2: Procesos ordinarios (1614–1618) (Teilband 1). 1991.
  - Bd. 3: Procesos ordinarios (1614–1618) (Teilband 2). 1992.
  - Bd. 4: Procesos apostolicos (1627–1628) (Teilband 1). 1992.
  - Bd. 5: Procesos apostolicos (1627–1628) (Teilband 2). 1994.
  - Antonio Fortes (Hrsg.): San Juan de la Cruz. Actas de gobierno y Declaraciones primeras de los testigos. 2000.

### Hilfsmittel der Forschung
- Léxico de Santa Teresa de Jesús. Herausgegeben von Antonio Fortes. 1997 (Konkordanz).